# 愛知県立松蔭高等学校
愛知県立松蔭高等学校（あいちけんりつ しょういんこうとうがっこう）は、愛知県名古屋市中村区烏森町2-2にある公立の高等学校である。

## 沿革
- 1940年 - 愛知県中川中學校として開校する[1]。初代校長は名古屋の学習院たらんことを目指したという[1]。
- 1945年 - 名古屋大空襲により校舎が焼失する[1]。
- 1948年
  - 4月 - 学制改革により愛知県立中川高等学校となる[1]。
  - 10月 - 愛知県立惟信高等学校と統合され、愛知県立松蔭高等学校と改称[1]。
- 1949年 - 愛知県立惟信高等学校を分離[1]。
- 1959年9月 - 伊勢湾台風の被害を受ける[1]。
- 1973年 - 学校群制度による1期生入学。愛知県立明和高等学校と名古屋7群、愛知県立惟信高等学校と名古屋8群を組む。
- 1989年 - 複合選抜入試制度による1期生入学。尾張2群Aグループに属する。
- 2016年 - 複合選抜入試制度、尾張共通Aグループに変更。

校名は、松葉公園や旧佐屋街道の松並木があるなど「松」に縁のある地域の学校であり、静かな学びと憩いの場を提供する「緑陰」の「蔭」の字を合わせたものである。

## 年間行事
- 4月 - 入学式、始業式、実力テスト
- 5月 - 中間考査、PTA総会
- 6月 - 体育祭、保護者会
- 7月 - 期末考査、終業式、夏期補習
- 8月 - 学習合宿、夏期補習
- 9月 - 始業式、実力テスト、文化祭
- 10月 - 中間考査、修学旅行、遠足
- 11月 - 校内模試
- 12月 - 期末考査、保護者会、終業式
- 1月 - 始業式、実力考査
- 2月 - 学年末考査
- 3月 - 卒業式、球技大会、終業式

## 部活動

### 運動部
- 陸上部
- 野球部
- サッカー（男子）部
- サッカー（女子）部
- 剣道部
- 柔道部
- 体操部
- 卓球部
- テニス（男子）部
- テニス（女子）部
- バドミントン部
- ハンドボール（男子）部
- ハンドボール（女子）部
- バレーボール（男子）部
- バレーボール（女子）部
- バスケットボール（男子）部
- バスケットボール（女子）部
- ソフトテニス（男子）部
- ソフトテニス（女子）部
- 硬式テニス　(男子)　部
- 硬式テニス（女子）部
- バドミントン部

### 文化部
- 和太鼓部
- アンサンブル
- HMC部（ホームメイキングクラブ）
- 茶道部
- 華道部
- 美術部
- 演劇部
- 図書部
- 化学部
- 地学部
- 放送部
- 将棋部
- JRC部
- 書道部
- ESS部
- 合唱部
- 放送部

## 著名な出身者

### 文化人
- 饗庭孝男 - 文芸評論家、フランス文学者（旧制中川中卒）
- 伊藤恭彦 - 政治学者、名古屋市立大学教授

### 芸能人
- 森本レオ - 俳優、ナレーター、タレント
- 桂木文 - 女優（東京都立代々木高等学校へ転校）
- 森山春香 - NHKアナウンサー
- 永見佳織 - 静岡第一テレビアナウンサー

### アーティスト
- TAIJI with HEAVENS ロックバンド 元X（XJAPAN）TAIJI率いるバンドのVo DAI （大島大）が卒業生
- the ARROWS - ロックバンド（メンバー全員が卒業生）
- 杉浦哲郎 - 音楽クリエイター／スギテツ（クラシックデュオ） のピアニスト

### 法曹
- 鬼頭史郎

### 実業
- 南原竜樹[3] - AT-1 DIRECT Co.,Ltd.代表取締役

### スポーツ
- 石川雅人 - 元サッカー選手（ソニー仙台FC元監督）[4]
- 牧野イサム - 元ハンドボール選手 (筑波大学・日本代表)

### 芸術
- 宇佐美江中 - 日本画家

## 交通アクセス

### 鉄道
- 近鉄名古屋線 烏森駅
- 名古屋市営地下鉄東山線 岩塚駅
- 名古屋臨海高速鉄道あおなみ線 小本駅

### 名古屋市営バス
- 名駅23、金山23、中村巡回「松蔭高校」停

### 名鉄バス
- 名鉄バスセンター - 岩塚経由 - 大坪・津島「松蔭高校前」停